# العراق في الألعاب الأولمبية الصيفية 1964
تنافست العراق في الألعاب الأولمبية الصيفية 1988 في طوكيو باليابان.